# 참앵무상과
참앵무상과(Psittacoidea)는 앵무목에 속하는 조류 상과의 하나이다. 화려한 색과 갈고리 모양의 부리를 가지고 있으며 대체로 초식을 한다. 앵무목을 이루는 3개 상과 중 하나로 약 350여 종을 포함하고 있다.

## 분포
멕시코와 중앙아메리카, 남아메리카, 사하라 이남 아프리카, 인도, 동남아시아, 오스트레일리아에 널리 분포하고 동쪽으로 태평양을 가로질러 폴리네시아까지 먼 곳에서도 발견된다.

## 하위 과
- 앵무과 (Psittacidae) - 2아과 34속
- 독수리앵무과 (Psittrichasiidae) - 2아과 2속 3종
- 목도리앵무과 (Psittaculidae) - 5아과 41속